# Cyrestis horsfieldi
Cyrestis horsfieldi är en fjärilsart som beskrevs av Moore 1879. Cyrestis horsfieldi ingår i släktet Cyrestis och familjen praktfjärilar. Inga underarter finns listade i Catalogue of Life.